# فرگنووو
فرگنووو (به لهستانی:  Frygnowo) یک روستا در لهستان است که در گمینا گرونوالد واقع شده‌است.
 فرگنووو  ۱٬۰۰۰ نفر جمعیت دارد.